# 希内あんな
希内 あんな（きうち あんな、1988年12月15日 - ）は、日本の元AV女優。サンプロ所属。

## 略歴・人物
神奈川県出身。2009年にAVデビュー。
身長:160cm。スリーサイズ:B80(AA)・W56・H83。血液型:A型。趣味はカラオケ。
AAAサイズの微乳や黒髪、少女のような顔立ちから受ける清楚な印象とは裏腹に、アナルセックスなどのハードな内容の作品が多い。

## 出演作品

### アダルトビデオ
2009年
- 悪戯マンション 024 （2月20日、ゴーゴーズ）
- 「仕事中の看護師に手コキ/フェラ/SEXを見せつけて発情させてヤる」 VOL.4 & 「キスまで3cm 満員状態で見知らぬ男女を後ろから息がかかるほど密着させたら?」 （4月18日、DANDY）…オムニバス作品 ※『キスまで3cm――』に出演
- 季節限定“春” 痴漢●●生スペシャル 入学式痴漢 （4月18日、ナチュラルハイ）…オムニバス作品
- 思わず赤面してしまう“性”看護サービスをする病院は実在するのか!? （5月7日、アイエナジー）…オムニバス作品
- お尻えっち （5月15日、ワープエンタテインメント）
- 夫の前でアナルを犯された母娘 （5月15日、スターパラダイス）
- ロリータ足コキ （7月10日、I.B.WORKS）…オムニバス作品
- 微乳A とっても感じる小っちゃいおっぱい （9月5日、ドリームチケット）
- 田舎から東京にやって来た修学旅行生 （9月5日、SODクリエイト）…※「大内明菜」名義
- やっぱり、君が好き 18歳・微乳レズビアン （10月5日、ワープエンタテインメント）
- ドアが開いたら強制露出! 街角アクメ仮設トイレ「見知らぬ人にイカせてもらえ!」 （10月22日、ナチュラルハイ）…オムニバス作品
- 貧乳少女生中出し （10月23日、TMA）…オムニバス作品
- ロリータ脇コキ （10月23日、I.B.WORKS）…オムニバス作品
- 反応が良くてカワイイ女の子のアナルセックス♥ （11月1日、MOODYZ）
- 微乳 真性中出し （11月15日、ワープエンタテインメント）
- 女子校生とヲジサンのベロベチョ接吻とにゅるぬる手コキ 2 （11月15日、ワープエンタテインメント）…オムニバス作品
- テラちんぽ&初2穴アナル 真正中出しFuck!! （11月19日、みるきぃぷりん♪）
- 今日…までオレの女 （11月20日、プレステージ） ※「あんな」名義
- 未成熟貧乳パイズリ （11月27日、I.B.WORKS）…オムニバス作品
- 愛玩少女 アナル人形 2 （12月1日、中嶋興業）
- 再犯痴漢 2 〜あの極上被害者をもう一度〜 （12月5日、ナチュラルハイ）…オムニバス作品
- 愛あるごっくん （12月15日、ワープエンタテインメント）
- 縞パン女子校生しか見たくない! 4時間 （12月25日、TMA）…オムニバス作品
- ロリはめ 22 （12月25日、I.B.WORKS）…オムニバス作品

2010年
- 援交女子校生連続アクメ責め 3 （1月8日、I.B.WORKS）
- 援交 転校生 （1月8日、Up'S）
- 微乳少女 78cm Acup （1月19日、ドグマ）
- 微乳女子校生の生中出しゴックンSEX （1月19日、エムズビデオグループ）
- 近親相姦 微乳娘と義父 （1月21日、ヒビノ）
- 気づけばいつも、アナル舐め 2 （2月15日、ワープエンタテインメント）…オムニバス作品
- 白目をむいてごめんなさい。 （2月19日、乱丸）
- 微乳パラダイス 〜究極ぺったんこ娘〜 （2月19日、ROOKIE）
- みるスポ! 162 （2月19日、みるきぃぷりん♪）
- 淫行アヌス女子校生 （2月19日、CROSS）
- いいなり女子校生 （2月25日、隼エージェンシー） ※「あんな」名義
- 泣きじゃくり 泣き虫美少女・涙ぼろぼろイラマチオ （3月5日、ドリームチケット）
- 乳首オナニー 2 （3月5日、OFFICE K'S）…オムニバス作品
- 女子校生にちんぐりされてアナルなめ手コキ （5月1日、OFFICE K'S）…オムニバス作品
- フェラ語 VOLUME.01 （5月1日、OFFICE K'S）…オムニバス作品
- 見つめてフェラチオしてあげる。 vol.3 （5月21日、OFFICE K'S）…オムニバス作品
- フェラコレ特別編 3 4時間まるごとWフェラ (8月25日、隼エージェンシー)
- フェラコレ 女子校生編III (9月25日、隼エージェンシー)

2011年
- 猥褻アヌス使用中 AF浣腸異物挿入アナルプレイ4時間ベスト（9月19日、CROSS）